# Helluonidius
Helluonidius es un  género de coleópteros adéfagos de la familia Carabidae.

## Especies
Comprende las siguientes especies:
- Helluonidius aterrimus (Macleay, 1873)
- Helluonidius chrysocomus Maindron, 1908
- Helluonidius cyaneus (Casetlnau, 1867)
- Helluonidius cyanipennis (Hope, 1842)
- Helluonidius laevifrons Darlington, 1968
- Helluonidius latipennis (Macleay, 1887)
- Helluonidius latipes Darlington, 1968
- Helluonidius politus Darlington, 1968